# Левочка планина
Левочка планина (на словашки: Levočské vrchy) е средновисока планина в Западните Карпати, разположена в северната част на Словакия, между долините на реките Попрад (десен приток на Дунаец, десен приток на Висла) на северозапад и север и Хорнад (от басейна на Тиса) на юг. Има почти кръгла форма с диаметър около 40 km. Максимална височина връх Черна (1289 m), издигащ се в централната ѝ част. На североизток чрез ниска седловина (около 620 m н.в.) се свързва с планината Чергов. Изградена е от пясъчници, конгломерати и флишови скали. На запад, северозапад и север текат къси и бурни реки, десни притоци на Попрад, а на юг, югоизток и изток – реките Свинка, Ториса и др., леви притоци на Хорнад. Долните части на склоновете са покрити с широколистни (дъб и бук) и иглолистни гори, а най-високите части са заети от клек и планински пасища. Голяма част от планината попада в пределите на военния полигон Кежмарок, база на Словашката армия.